# 1. Fußball-Club Kaiserslautern 1965-1966
Questa voce raccoglie le informazioni riguardanti il 1. Fußball-Club Kaiserslautern nelle competizioni ufficiali della stagione 1965-1966.

## Stagione
Nella stagione 1965-1966 il Kaiserslautern, allenato da Gyula Lóránt, concluse il campionato di Bundesliga al 15º posto. In Coppa di Germania il Kaiserslautern fu eliminato in semifinale dal Meidericher.

## Rosa
| N. |                     | Ruolo | Calciatore          |
| -- | ------------------- | ----- | ------------------- |
|    | Germania (bandiera) | P     | Siegfried Schindler |
|    | Germania (bandiera) | P     | Wolfgang Schnarr    |
|    | Germania (bandiera) | D     | Karl-Heinz Fattler  |
|    | Germania (bandiera) | D     | Bernd Hemprich      |
|    | Germania (bandiera) | D     | Roland Kiefaber     |
|    | Germania (bandiera) | D     | Uwe Klimaschefski   |
|    | Germania (bandiera) | D     | Herward Koppenhöfer |
|    | Germania (bandiera) | D     | Willi Kostrewa      |
|    | Germania (bandiera) | D     | Werner Mangold      |
|    | Germania (bandiera) | D     | Gerd Schneider      |
|    | Germania (bandiera) | D     | Dietmar Schwager    |
|    | Germania (bandiera) | C     | Otto Geisert        |

| N. |                     | Ruolo | Calciatore         |
| -- | ------------------- | ----- | ------------------ |
|    | Germania (bandiera) | C     | Jürgen Neumann     |
|    | Germania (bandiera) | C     | Willi Wrenger      |
|    | Germania (bandiera) | A     | Manfred Becker     |
|    | Germania (bandiera) | A     | Harald Braner      |
|    | Germania (bandiera) | A     | Gerhard Huber      |
|    | Germania (bandiera) | A     | Wolfram Kaminke    |
|    | Germania (bandiera) | A     | Helmut Kapitulski  |
|    | Germania (bandiera) | A     | Wilfried Leydecker |
|    | Germania (bandiera) | A     | Willy Reitgassl    |
|    | Germania (bandiera) | A     | Manfred Rummel     |
|    | Germania (bandiera) | A     | Gerhard Stumpf     |

## Organigramma societario
Area tecnica
- Allenatore: Gyula Lóránt
- Allenatore in seconda:
- Preparatore dei portieri:
- Preparatori atletici:

## Calciomercato

### Sessione estiva
| Acquisti | Acquisti           | Acquisti           | Acquisti |
| R.       | Nome               | da                 | Modalità |
| -------- | ------------------ | ------------------ | -------- |
| D        | Karl-Heinz Fattler | Kaiserslautern II  |          |
| C        | Otto Geisert       | Karlsruhe          |          |
| A        | Wolfram Kaminke    | Kaiserslautern U19 |          |
| D        | Uwe Klimaschefski  | Hertha Berlino     |          |
| A        | Manfred Rummel     | Eintracht Duisburg |          |

| Cessioni | Cessioni            | Cessioni    | Cessioni |
| R.       | Nome                | a           | Modalità |
| -------- | ------------------- | ----------- | -------- |
| D        | Heinrich Bauer      | San Gallo   |          |
| A        | Erich Meier         | AZ Alkmaar  |          |
| A        | Co Prins            | Ajax        |          |
| A        | Winfried Richter    | Saarbrücken |          |
| P        | Horst-Dieter Strich | PSV         |          |

## Risultati

### Bundesliga

#### Girone di andata
| Arbitro: | Seekamp |

|                         |           |                 |
| Lotz 58’ van Haaren 71’ | Marcatori | 76’, 79’ Rummel |

| Arbitro: | Schulenburg |

|                               |           |                            |
| Rummel 42’ Reitgassl 46’, 50’ | Marcatori | 15’ Müller 44’ Krauthausen |

| Arbitro: | Heumann |

|                                                |           |                      |
| Hänel 11’ Matischak 21’, 68’ Schütz 84’ (rig.) | Marcatori | 54’ (rig.) Reitgassl |

| Arbitro: | Regely |

|                      |           |  |
| Rummel 12’, 35’, 86’ | Marcatori |  |

| Arbitro: | Weyland |

|                                                       |           |  |
| Lechner 19’, 51’, 64’ Grabowski 23’, 80’ Trimhold 28’ | Marcatori |  |

| Arbitro: | Siebert |

|                 |           |                  |
| Matz 71’ (aut.) | Marcatori | 69’ (rig.) Ulsaß |

| Arbitro: | Jacobi |

|         |           |                                                 |
| May 18’ | Marcatori | 38’ Reitgassl 60’, 85’ Braner 63’ Klimaschefski |

| Kaiserslautern 16 ottobre 1965, ore 16:00 CET 8ª giornata | Kaiserslautern | 0 – 0 referto | Tasmania Berlino | Betzenbergstadion (15 000 spett.)\| Arbitro: \| Kreitlein \| |
| Arbitro:                                                  | Kreitlein      |               |                  |                                                              |

| Arbitro: | Schmidt |

|           |           |  |
| Dobat 55’ | Marcatori |  |

| Arbitro: | Schulenburg |

|             |           |                                 |
| Geisert 79’ | Marcatori | 18’ Netzer 70’ (aut.) Schneider |

| Arbitro: | Wengenmayer |

|                                              |           |  |
| Libuda 47’ Held 55’ Emmerich 71’ Schmidt 87’ | Marcatori |  |

| Arbitro: | Tschenscher |

|                       |           |          |
| Wrenger 8’ Rummel 33’ | Marcatori | 18’ Wulf |

| Arbitro: | Thier |

|                                         |           |  |
| Müller 37’ Ohlhauser 68’ Brenninger 78’ | Marcatori |  |

| Kaiserslautern 3 dicembre 1965, ore 06:00 CET 14ª giornata | Kaiserslautern | 0 – 0 referto | Norimberga | Betzenbergstadion (7 000 spett.)\| Arbitro: \| Ohmsen \| |
| Arbitro:                                                   | Ohmsen         |               |            |                                                          |

| Arbitro: | Fischer |

|                                |           |  |
| Rodekamp 8’ Hoff 15’, 64’, 89’ | Marcatori |  |

| Arbitro: | Heumann |

|                     |           |             |
| Pyka 23’ Neuser 85’ | Marcatori | 32’ Geisert |

| Arbitro: | Niemeyer |

|              |           |                   |
| Kostrewa 79’ | Marcatori | 2’ Weiß 6’ Peters |

#### Girone di ritorno
| Arbitro: | Wengenmayer |

|             |           |  |
| Wrenger 87’ | Marcatori |  |

| Arbitro: | Riegg |

|                           |           |                        |
| Thielen 16’ Löhr 33’, 55’ | Marcatori | 53’ Braner 85’ Wrenger |

| Arbitro: | Schmidt |

|                         |           |                              |
| Wrenger 10’ Kaminke 43’ | Marcatori | 8’, 45’ Schütz 69’ Zebrowski |

| Arbitro: | Schmidt |

|                                    |           |                        |
| Grosser 6’, 88’ Konietzka 23’, 48’ | Marcatori | 70’ Rummel 82’ Neumann |

| Arbitro: | Malka |

|                                                           |           |                          |
| Geisert 42’, 58’ Kaminke 46’ Kapitulski 47’ Reitgassl 50’ | Marcatori | 15’ Lechner 20’ Bechtold |

| Arbitro: | Radermacher |

|           |           |              |
| Ulsaß 54’ | Marcatori | 1’ Reitgassl |

| Kaiserslautern 5 marzo 1966, ore 16:00 CET 24ª giornata | Kaiserslautern | 0 – 0 referto | Borussia Neunkirchen | Betzenbergstadion (20 000 spett.)\| Arbitro: \| Hennig \| |
| Arbitro:                                                | Hennig         |               |                      |                                                           |

| Arbitro: | Reil |

|            |           |            |
| Usbeck 82’ | Marcatori | 83’ Braner |

| Arbitro: | Ohmsen |

|             |           |  |
| Geisert 24’ | Marcatori |  |

| Arbitro: | Kreitlein |

|                            |           |  |
| Milder 43’ (rig.) Rupp 90’ | Marcatori |  |

| Kaiserslautern 2 aprile 1966, ore 16:00 CET 28ª giornata | Kaiserslautern | 0 – 0 referto | Borussia Dortmund | Betzenbergstadion (32 000 spett.)\| Arbitro: \| Heumann \| |
| Arbitro:                                                 | Heumann        |               |                   |                                                            |

| Arbitro: | Thier |

|                                           |           |           |
| Seeler 14’, 38’, 49’ Giesemann 48’ (rig.) | Marcatori | 2’ Rummel |

| Arbitro: | Herden |

|            |           |                         |
| Rummel 54’ | Marcatori | 38’ Werner 71’ Nafziger |

| Arbitro: | Malka |

|           |           |            |
| Greif 66’ | Marcatori | 38’ Rummel |

| Arbitro: | Heumann |

|                      |           |            |
| Reitgassl 85’ (rig.) | Marcatori | 52’ Heiser |

| Arbitro: | Schulenburg |

|                                      |           |                        |
| Braner 18’ Reitgassl 36’ (rig.), 54’ | Marcatori | 13’ Bechmann 69’ Kreuz |

| Arbitro: | Wolf |

|                                        |           |             |
| Peters 4’, 29’ Siebert 13’ Waldner 79’ | Marcatori | 10’ Geisert |

### Coppa di Germania
| Arbitro: | Handwerker |

|  |           |                |
|  | Marcatori | 42’ Kapitulski |

| Arbitro: | Riegg |

|                                         |           |  |
| Kapitulski 5’ Neumann 69’ Leydecker 72’ | Marcatori |  |

| Arbitro: | Jacobi |

|                             |           |               |
| Wrenger 60’ Rummel 81’, 84’ | Marcatori | 74’ Danielsen |

| Arbitro: | Ohmsen |

|                                            |           |                                    |
| van Haaren 19’ Schmidt 34’, 53’ Mielke 66’ | Marcatori | 2’ Braner 50’ Reitgassl 69’ Rummel |

## Statistiche

### Statistiche di squadra
| Competizione      | Punti | In casa | In casa | In casa | In casa | In casa | In casa | In trasferta | In trasferta | In trasferta | In trasferta | In trasferta | In trasferta | Totale | Totale | Totale | Totale | Totale | Totale | DR  |
| Competizione      | Punti | G       | V       | N       | P       | Gf      | Gs      | G            | V            | N            | P            | Gf           | Gs           | G      | V      | N      | P      | Gf     | Gs     | DR  |
| ----------------- | ----- | ------- | ------- | ------- | ------- | ------- | ------- | ------------ | ------------ | ------------ | ------------ | ------------ | ------------ | ------ | ------ | ------ | ------ | ------ | ------ | --- |
| Bundesliga        | 26    | 17      | 7       | 6       | 4       | 25      | 18      | 17           | 1            | 4            | 12           | 17           | 47           | 34     | 8      | 10     | 16     | 42     | 65     | -23 |
| Coppa di Germania | -     | 2       | 2       | 0       | 0       | 6       | 1       | 2            | 1            | 0            | 1            | 4            | 4            | 4      | 3      | 0      | 1      | 10     | 5      | +5  |
| Totale            | 26    | 19      | 9       | 6       | 4       | 31      | 19      | 19           | 2            | 4            | 13           | 21           | 51           | 38     | 11     | 10     | 17     | 52     | 70     | -18 |

### Andamento in campionato
| Giornata  | 1 | 2 | 3  | 4 | 5  | 6  | 7 | 8 | 9  | 10 | 11 | 12 | 13 | 14 | 15 | 16 | 17 | 18 | 19 | 20 | 21 | 22 | 23 | 24 | 25 | 26 | 27 | 28 | 29 | 30 | 31 | 32 | 33 | 34 |
| --------- | - | - | -- | - | -- | -- | - | - | -- | -- | -- | -- | -- | -- | -- | -- | -- | -- | -- | -- | -- | -- | -- | -- | -- | -- | -- | -- | -- | -- | -- | -- | -- | -- |
| Luogo     | T | C | T  | C | T  | C  | T | C | T  | C  | T  | C  | T  | C  | T  | T  | C  | C  | T  | C  | T  | C  | T  | C  | T  | C  | T  | C  | T  | C  | T  | C  | C  | T  |
| Risultato | N | V | P  | V | P  | N  | V | N | P  | P  | P  | V  | P  | N  | P  | P  | P  | V  | P  | P  | P  | V  | N  | N  | N  | V  | P  | N  | P  | P  | N  | N  | V  | P  |
| Posizione | 8 | 5 | 10 | 8 | 11 | 10 | 8 | 9 | 10 | 13 | 13 | 13 | 13 | 13 | 14 | 14 | 15 | 15 | 15 | 15 | 16 | 15 | 14 | 14 | 14 | 14 | 14 | 14 | 15 | 15 | 15 | 15 | 14 | 15 |

Legenda:

Luogo: C = Casa; T = Trasferta. Risultato: V = Vittoria; N = Pareggio; P = Sconfitta.

### Statistiche dei giocatori
| Giocatore        | Bundesliga | Bundesliga | Bundesliga  | Bundesliga | Coppa di Germania | Coppa di Germania | Coppa di Germania | Coppa di Germania | Totale   | Totale | Totale      | Totale     |
| Giocatore        | Presenze   | Reti       | Ammonizioni | Espulsioni | Presenze          | Reti              | Ammonizioni       | Espulsioni        | Presenze | Reti   | Ammonizioni | Espulsioni |
| ---------------- | ---------- | ---------- | ----------- | ---------- | ----------------- | ----------------- | ----------------- | ----------------- | -------- | ------ | ----------- | ---------- |
| M. Becker        | 1          | 0          | 0           | 0          | 0                 | 0                 | 0                 | 0                 | 1        | 0      | 0           | 0          |
| H. Braner        | 17         | 5          | 0           | 0          | 1                 | 1                 | 0                 | 0                 | 18       | 6      | 0           | 0          |
| K. Fattler       | 0          | 0          | 0           | 0          | 0                 | 0                 | 0                 | 0                 | 0        | 0      | 0           | 0          |
| O. Geisert       | 32         | 6          | 0           | 1          | 4                 | 0                 | 0                 | 0                 | 36       | 6      | 0           | 1          |
| B. Hemprich      | 0          | 0          | 0           | 0          | 0                 | 0                 | 0                 | 0                 | 0        | 0      | 0           | 0          |
| G. Huber         | 0          | 0          | 0           | 0          | 0                 | 0                 | 0                 | 0                 | 0        | 0      | 0           | 0          |
| W. Kaminke       | 8          | 2          | 0           | 0          | 1                 | 0                 | 0                 | 0                 | 9        | 2      | 0           | 0          |
| H. Kapitulski    | 28         | 1          | 0           | 0          | 4                 | 2                 | 0                 | 0                 | 32       | 3      | 0           | 0          |
| R. Kiefaber      | 16         | 0          | 0           | 0          | 3                 | 0                 | 0                 | 0                 | 19       | 0      | 0           | 0          |
| U. Klimaschefski | 29         | 1          | 0           | 1          | 3                 | 0                 | 0                 | 0                 | 32       | 1      | 0           | 1          |
| H. Koppenhöfer   | 23         | 0          | 0           | 0          | 3                 | 0                 | 0                 | 0                 | 26       | 0      | 0           | 0          |
| W. Kostrewa      | 17         | 1          | 0           | 0          | 0                 | 0                 | 0                 | 0                 | 17       | 1      | 0           | 0          |
| W. Leydecker     | 4          | 0          | 0           | 0          | 1                 | 1                 | 0                 | 0                 | 5        | 1      | 0           | 0          |
| W. Mangold       | 1          | 0          | 0           | 0          | 0                 | 0                 | 0                 | 0                 | 1        | 0      | 0           | 0          |
| J. Neumann       | 21         | 1          | 0           | 1          | 3                 | 1                 | 0                 | 0                 | 24       | 2      | 0           | 1          |
| W. Reitgassl     | 33         | 9          | 0           | 0          | 4                 | 1                 | 0                 | 0                 | 37       | 10     | 0           | 0          |
| M. Rummel        | 25         | 11         | 0           | 0          | 2                 | 3                 | 0                 | 0                 | 27       | 14     | 0           | 0          |
| S. Schindler     | 0          | 0          | 0           | 0          | 0                 | 0                 | 0                 | 0                 | 0        | 0      | 0           | 0          |
| W. Schnarr       | 34         | 0          | 0           | 0          | 4                 | 0                 | 0                 | 0                 | 38       | 0      | 0           | 0          |
| G. Schneider     | 32         | 0          | 0           | 0          | 3                 | 0                 | 0                 | 0                 | 35       | 0      | 0           | 0          |
| D. Schwager      | 27         | 0          | 0           | 0          | 4                 | 0                 | 0                 | 0                 | 31       | 0      | 0           | 0          |
| G. Stumpf        | 0          | 0          | 0           | 0          | 0                 | 0                 | 0                 | 0                 | 0        | 0      | 0           | 0          |
| W. Wrenger       | 26         | 4          | 0           | 1          | 4                 | 1                 | 0                 | 0                 | 30       | 5      | 0           | 1          |